# Chromatisches Polynom
Das chromatische Polynom {\displaystyle \chi (G,\lambda )} gibt zu einem Graphen {\displaystyle G} die Anzahl der möglichen Knotenfärbungen mit {\displaystyle \lambda } Farben an, d. h. die Anzahl der Färbungen aller Knoten des Graphen, so dass Knoten, die durch eine Kante verbunden sind, verschiedene Farben tragen.

## Beispiele
Das chromatische Polynom eines Graphen mit {\displaystyle n} isolierten Knoten ist {\displaystyle \chi (G,\lambda )=\lambda ^{n}}. Jeder der {\displaystyle n} Knoten kann unabhängig von den anderen eine der {\displaystyle \lambda } Farben annehmen.
Das chromatische Polynom eines vollständigen Graphen {\displaystyle K_{n}} ist
{\displaystyle \chi (K_{n},\lambda )=\prod _{i=0}^{n-1}(\lambda -i)=\lambda (\lambda -1)\cdots (\lambda -n+1)}
Die Farbe des ersten Knotens kann immer beliebig gewählt werden und für die Färbung des {\displaystyle (i+1)}-ten Knotens sind dann noch {\displaystyle \lambda -i} Farben übrig.

## Eigenschaften
Für jeden Graphen gibt es eine Zahl {\displaystyle \chi (G)}, sodass {\displaystyle \chi (G,\lambda )=0} für alle {\displaystyle \lambda <\chi (G)}. Diese Zahl ist die chromatische Zahl des Graphen und gibt an, wie viele Farben für eine zulässige Knotenfärbung mindestens benötigt werden.
Es ist zunächst einmal nicht klar, dass {\displaystyle \chi } überhaupt ein Polynom in {\displaystyle \lambda } ist, dies lässt sich jedoch induktiv zeigen, da für alle Kanten {\displaystyle e\in E} gilt: {\displaystyle \chi (G,\lambda )=\chi (G\setminus \{e\},\lambda )-\chi (G/e,\lambda )} (wobei {\displaystyle G/e} derjenige Graph ist, der durch Kantenkontraktion von e entsteht).